# Sternarchogiton
Genre
Sternarchogiton est un genre de poissons gymnotiformes de la famille des Apteronotidae.

## Distribution
Les espèces de ce genre se rencontrent en Amérique du Sud.

## Description
Ce sont des poissons électriques.

## Liste d'espèces
Selon FishBase (7 mai 2010) :
- Sternarchogiton labiatus  de Santana & Crampton, 2007
- Sternarchogiton nattereri  (Steindachner, 1868)
- Sternarchogiton porcinum  Eigenmann & Allen, 1942
- Sternarchogiton preto  de Santana & Crampton, 2007
- Sternarchogiton zuanoni  de Santana & Vari, 2010

## Référence
- Eigenmann & Ward, 1905 : The Gymnotidae. Proceedings of the Washington Academy of Science, vol. 7, p. 159-188.